# Cabricán
Cabricán – miasto w Gwatemali, w departamencie Quetzaltenango, położone 53 km na północny zachód od stolicy departamentu miasta Quetzaltenango, oraz około 100 km na wschód od granicy państwowej z meksykańskim stanem Chiapas.  Miasto leży w szerokiej dolinie w górach Sierra Madre de Chiapas, na wysokości 2525 m n.p.m. Jest zamieszkane głównie przez ludność mówiącą w języku mame. W mieście działa katolicka rozgłośnia radiowa, której językiem nadawania jest język mame. Według danych szacunkowych w 2012 roku liczba ludności miejscowości wyniosła 9122  mieszkańców.

## Gmina Cabricán
Jest siedzibą władz gminy o tej samej nazwie, która w 2012 roku liczyła 25 712 mieszkańców.
Gmina jak na warunki Gwatemali jest bardzo mała, a jej powierzchnia obejmuje zaledwie 60 km². Gmina ma charakter rolniczy. Głównymi uprawami są kukurydza, bób i pszenica. Klimat gminy jest równikowy, według klasyfikacji Wladimira Köppena, należy do klimatów tropikalnych monsunowych, z wyraźną porą deszczową występującą od maja do października. Ze względu na wyniesienie nad poziom morza temperatury są umiarkowane.